# Kai Liekenbröcker
Kai Liekenbröcker (* 30. Dezember 1964) ist ein deutscher Musiker, Komponist und Tontechniker.

## Leben
Liekenbröcker studierte vier Jahre an der Musikhochschule Hannover mit den Hauptfächern Klavier, Tonsatz und Komposition.
Von 1988 bis 1990 spielte er Keyboard bei Fury in the Slaughterhouse. Nach dem Ausstieg aus der Band war er u. a. Recording Engineer für die Alben Jaja und Affentheater von Marius Müller-Westernhagen sowie für die Jule Neigel Band. Später war Liekenbröcker Synchron-Tonmeister für verschiedene Kinofilme sowie Synchron- und Mix-Tonmeister für verschiedene Fernsehserien.
Im Jahr 2007 veröffentlichte Liekenbröcker die CD Neuromantic Trance - White Neck Gentle Lamb mit der bulgarischen Sängerin Diana Demireva. Diese Produktion erschien auf dem Erdenklang-Label und mischte die Musikstile Ambient, Trance und Clubsounds mit alten bulgarischen Volksliedern. 
Im Jahr 1999 erschien von Liekenbröcker auf dem Label Multicolor das Club- und Studioprojekt Wondabraa - Would You Kiss Me. 
2001 erschien auf Air Zomba Wondabraa - Deck to Basics mit der britischen Sängerin Miriam Kassim und Remixen von Terra Nova, Buscemi, Marcus Worgull und Hans Nieswandt. 
Seit 2013 veröffentlicht er auf seinem eigenen Label „Braa Recordings“, das hauptsächlich auf Vinyl veröffentlicht. Hier erschien im 2014 das Album Braa Conspiracy - Vertical Time mit der Sängerin Emma-Louise Bucknor, im Dezember 2014 die EP Braa Conspiracy - Take Me To My Mothership, sowie im September 2015 das Album Braa Conspiracy - The Wondabraa Years 1998-2002.
Im August 2016 erschien die Single Farcry feat. Jean Dara & S.E.L., auf welcher Liekenbröcker einen Rmx unter dem Pseudonym Deep K produzierte.
Im März 2022 erschien das Klavier Soloalbum Kai Liekenbröcker / Klavier. 

## Diskografie (Solo)

### Alben
- 1997: Neuromantic Trance / White Neck Gentle Lamb, Erdenklang
- 1999: Wondabraa / Would You Kiss Me, multicolor
- 2000: Wondabraa / The Sombre Mood EP, multicolor
- 2001: Wondabraa / Deck to Basics, Zomba
- 2002: Wondabraa / 24 Hours, Zomba
- 2014: Braa Conspiracy / Vertical Time, braa recordings
- 2014: Braa Conspiracy / Take Me To My Mothership, braa recordings
- 2015: Braa Conspiracy / The Wondabraa Years 1998-2002, braa recordings
- 2016: Braa Conspiracy / Farcry , braa recordings
- 2022: Kai Liekenbröcker / Klavier, braa recordings